# Жовтюх альфакарець
Жовтюх альфакарець (Colias alfacariensis) — вид метеликів родини біланових (Pieridae).

## Назва
Вид названо по типовому місцезнаходженню — гори Сьєрра-де-Альфакар на півночі Іспанії.

## Поширення
Вид поширений у Південній та Центральній Європі, Західній та Північній Азії від Іспанії до Західного Китаю. В Україні поширений у степовій зоні, на Прикарпатті та Закарпатті, рідше у лісостеповій зоні.

## Опис
Довжина переднього крила 21-27 мм. За зовнішнім виглядом схожий на жовтюха осьмака (Colias hyale). Обидва види відрізняються забарвленням гусениць, які на четвертому-п'ятому віці у C. hyale зелені, а у C. alfacariensis — з рядами чорних плям.

## Спосіб життя
Метелики літають з кінця квітня до кінця жовтня. Трапляються на степових ділянках, луках, сільськогосподарських угіддях, галявинах, узліссях, обабіч доріг. У рік буває два-три покоління. Самиця відкладає яйця поштучно на верхню сторону листя кормових рослин. Гусениці з'являються приблизно через 5 днів. Кормовими рослинами гусені є в'язіль барвистий, лядвенець та Hippocrepis.